# Campionati europei di pugilato dilettanti 1996
I Campionati europei di pugilato dilettanti maschili 1996 si sono tenuti a Vejle, Danimarca, dal 30 marzo al 7 aprile 1996. È stata la 31ª edizione della competizione biennale organizzata dall'EABA. 304 pugili da 35 Paesi hanno partecipato alla competizione.

## Risultati
| Categoria                   | Oro                      | Argento                      | Bronzo                                                 |
| --------------------------- | ------------------------ | ---------------------------- | ------------------------------------------------------ |
| Pesi minimosca (kg 48)      | Daniel Petrov Bulgaria   | Oleg Kiryukhin Ucraina       | Sabin Bornei Romania Rafael Lozano Spagna              |
| Pesi mosca (kg 51)          | Albert Pakeyev Russia    | Yuliyan Strogov Bulgaria     | Damaen Kelly Irlanda Serhiy Kovganko Ucraina           |
| Pesi gallo (kg 54)          | István Kovács Ungheria   | Raimkul Malakhbekov Russia   | Aleksandar Hristov Bulgaria John Larbi Svezia          |
| Pesi piuma (kg 57)          | Ramaz Paliani Russia     | Serafim Todorov Bulgaria     | Scott Harrison Scozia David Burke Inghilterra          |
| Pesi leggeri (kg 60)        | Leonard Doroftei Romania | Tontcho Tontchev Bulgaria    | Vahdettin İşsever Turchia Christian Giantomassi Italia |
| Pesi superleggeri (kg 63.5) | Oktay Urkal Germania     | Nurhan Süleymanoğlu Turchia  | Radoslav Suslekov Bulgaria Sergey Bykovsky Bielorussia |
| Pesi welter (kg 67)         | Hasan Al Danimarca       | Marian Simion Romania        | Sergiy Dzindziruk Ucraina Oleg Saitov Russia           |
| Pesi superwelter (kg 71)    | Francisc Vaștag Romania  | Markus Beyer Germania        | Pavel Polakovič Repubblica Ceca György Mizsei Ungheria |
| Pesi medi (kg 75)           | Sven Ottke Germania      | Zsolt Erdei Ungheria         | Jean-Paul Mendy Francia Aleksandr Lebziak Russia       |
| Pesi mediomassimi (kg 81)   | Pietro Aurino Italia     | Jean-Louis Mandengue Francia | Dmitry Vybornov Russia Yusuf Öztürk Turchia            |
| Pesi massimi (kg 91)        | Luan Krasniqi Germania   | Christophe Mendy Francia     | Wojciech Bartnik Polonia Kwamena Turkson Svezia        |
| Pesi supermassimi (kg 91 +) | Alexei Lezin Russia      | Wladimir Klitschko Ucraina   | René Monse Germania Attila Levin Svezia                |

## Medagliere
| Posizione | Paese       | Oro | Argento | Bronzo | Totale |
| --------- | ----------- | --- | ------- | ------ | ------ |
| 1         | Germania    | 3   | 2       | 1      | 6      |
| 2         | Romania     | 2   | 1       | 1      | 4      |
| 3         | Russia      | 2   | 0       | 3      | 5      |
| 4         | Bulgaria    | 1   | 3       | 2      | 6      |
| 5         | Turchia     | 1   | 1       | 2      | 4      |
| 6         | Ungheria    | 1   | 1       | 1      | 3      |
| 7         | Italia      | 1   | 0       | 1      | 2      |
| 8         | Danimarca   | 1   | 0       | 0      | 1      |
| 9         | Ucraina     | 0   | 2       | 2      | 4      |
| 10        | Francia     | 0   | 2       | 1      | 3      |
| 11        | Svezia      | 0   | 0       | 3      | 3      |
| 12        | Bielorussia | 0   | 0       | 1      | 1      |
| 12        | Rep. Ceca   | 0   | 0       | 1      | 1      |
| 12        | Inghilterra | 0   | 0       | 1      | 1      |
| 12        | Spagna      | 0   | 0       | 1      | 1      |
| 12        | Irlanda     | 0   | 0       | 1      | 1      |
| 12        | Polonia     | 0   | 0       | 1      | 1      |
| 12        | Scozia      | 0   | 0       | 1      | 1      |
|           | Totale      | 12  | 12      | 24     | 48     |